# Koh-Lanta: Johor
Koh-Lanta: Johor fue un reality show francés, esta es la 14.ta temporada del reality show francés Koh-Lanta, transmitido por TF1 y producido por Adventure Line Productions. Fue conducido por Denis Brogniart y se estrenó el 24 de abril de 2015 y finalizó el 24 de julio de 2015. Esta temporada fue grabado en Malasia, específicamente en el archipiélago de Johor y contó con 20 participantes. El ganador de esta temporada fue Marc y obtuvo como premio € 100.000.

## Realización
Esta temporada fue realizada con anticipación para reemplazar el reality show Dropped, debido a que este último fue clausurado por el accidente que ocurrió en Argentina mientras grababan, en el que murieron participantes del programa.

## Equipo del Programa
- Presentadores: Denis Brogniart lidera las competencias por equipos y los consejos de eliminación.

## Participantes
| Participante                 | Edad | Tribu Original | Tribu Mezclada              | Tribu después de Bannie | Tribu Definitiva            | Resultado Final              |
| ---------------------------- | ---- | -------------- | --------------------------- | ----------------------- | --------------------------- | ---------------------------- |
| Marc Emprendedor.            | 43   | Lankawaï       | Lankawaï                    | Lankawaï                | Unificada                   | Ganador de Koh-Lanta         |
| Chantal Estilista.           | 45   | Tinggi         | Tinggi                      | Tinggi                  | Unificada                   | 2.° lugar de Koh-Lanta       |
| Mélissa Asistente.           | 28   | Lankawaï       | Tinggi                      | Tinggi                  | Unificada                   | 18.va Eliminada de Koh-Lanta |
| Bruno Agente marítimo.       | 52   | Tinggi         | Tinggi                      | Tinggi                  | Unificada                   | 17.mo Eliminado de Koh-Lanta |
| Sébastien Agricultor.        | 25   | Lankawaï       | Bannie                      | Lankawaï                | Unificada                   | 16.to Eliminado de Koh-Lanta |
| Jessica Parvularia.          | 31   | Tinggi         | Bannie                      | Tinggi                  | Unificada                   | 15.ta Eliminada de Koh-Lanta |
| Christophe Emprendedor.      | 30   | Lankawaï       | Lankawaï                    | Lankawaï                | Unificada                   | 14.to Eliminado de Koh-Lanta |
| Jeff Servidor.               | 32   | Tinggi         | Tinggi                      | Tinggi                  | Unificada                   | Abandona. Por lesión         |
| Nessim Conductor de autobús. | 26   | Tinggi         | Lankawaï                    | Lankawaï                | Unificada                   | 12.do Eliminado de Koh-Lanta |
| Charlaine Estudiante.        | 21   | Lankawaï       | Lankawaï                    | Lankawaï                | Unificada                   | 11.ra Eliminada de Koh-Lanta |
| Cédric Consultor.            | 36   | Tinggi         | Bannie                      | Lankawaï                | Unificada                   | 10.mo Eliminado de Koh-Lanta |
| Corinne Comerciante.         | 45   | Tinggi         | Lankawaï                    | Lankawaï                | Unificada                   | Abandona Por lesión          |
| Alban Agente inmobiliario.   | 28   | Lankawaï       | Tinggi                      | Tinggi                  | Unificada                   | 8.vo Eliminado de Koh-Lanta  |
| Margot Estudiante.           | 22   | Tinggi         | Lankawaï                    | Lankawaï                |                             | Abandona Por lesión          |
| Isabelle Profesora de danza. | 54   | Lankawaï       | Reingresa                   | Tinggi                  | 6.ta Eliminada de Koh-Lanta |                              |
| Loïc Estudiante.             | 20   | Lankawaï       | Tinggi                      | Tinggi                  | Abandona Por lesión         |                              |
| Manon Estudiante.            | 24   | Lankawaï       | Bannie                      | Tinggi                  | Abandona Voluntariamente    |                              |
| Benoît Contratista.          | 27   | Tinggi         |                             |                         | 3.er Eliminado de Koh-Lanta |                              |
| Marie-Anne Ama de casa.      | 38   | Tinggi         | 2.da Eliminada de Koh-Lanta |                         |                             |                              |
| Babeth Agricultora.          | 52   | Lankawaï       | 1.ra Eliminada de Koh-Lanta |                         |                             |                              |

## Desarrollo

### Competencias
| Episodio | Emisión             | Bienestar                | Inmunidad      | Eliminado          | Salida |
| -------- | ------------------- | ------------------------ | -------------- | ------------------ | ------ |
| 1        | 24 de abril de 2015 | Tinggi                   | Tinggi         | Babeth             | Día 3  |
| 2        | 1 de mayo de 2015   | Tinggi                   | Lankawaï       | Marie-Anne         | Día 6  |
| 3        | 8 de mayo de 2015   | Lankawaï                 | Lankawaï       | Benoît             | Día 9  |
| 4        | 15 de mayo de 2015  | Lankawaï                 | Tinggi         | Isabelle           | Día 12 |
| 5        | 22 de mayo de 2015  | Lankawaï                 | Lankawaï       | Isabelle           | Día 15 |
| 6        | 29 de mayo de 2015  | Tinggi                   | Tinggi         | Christophe         | Día 17 |
| 7        | 5 de junio de 2015  | Tinggi                   | Marc           | Jeff               | Día 20 |
| 8        | 12 de junio de 2015 | Jessica                  | Chantal        | Cédric             | Día 23 |
| 9        | 19 de junio de 2015 | Chantal / Sébastien      | Jeff / Jessica | Charlaine / Nessim | Día 26 |
| 10       | 26 de junio de 2015 | Marc                     | Jessica        | Jeff               | Día 29 |
| 11       | 3 de julio de 2015  | Mélissa                  | Marc           | Christophe         | Día 32 |
| 12       | 10 de julio de 2015 | Bruno                    | Marc           | Jessica            | Día 34 |
| 13       | 17 de julio de 2015 | Sébastien                | Mélissa        | Sébastien          | Día 36 |
| Episodio | Emisión             | Mensajes de prueba       | Consejo final  | Ganador            | Salida |
| 14       | 24 de julio de 2015 | Chantal / Marc / Mélissa | Chantal        | Marc               | Día 40 |

### Jurado Final
| Participante | Puesto      | Vota por |
| ------------ | ----------- | -------- |
| Alban        | 1° Miembro  | Marc     |
| Corinne      | 2° Miembro  | Marc     |
| Cédric       | 3° Miembro  | Marc     |
| Charlaine    | 4° Miembro  | Marc     |
| Nessim       | 5° Miembro  | Marc     |
| Jeff         | 6° Miembro  | Marc     |
| Christophe   | 7° Miembro  | Chantal  |
| Jessica      | 8° Miembro  | Marc     |
| Sébastien    | 9° Miembro  | Marc     |
| Bruno        | 10° Miembro | Chantal  |
| Mélissa      | 11° Miembro | Marc     |

## Estadísticas Semanales
| Marc       | Salvado   | Gana      | Gana      | Salvado   | Gana      | Salvado   | Inmune    | Salvado   | Salvado   | Salvado  | Inmune    | Inmune    | Salvado   | Ganador   |  |  |  |
| Chantal    | Gana      | Salvada   | Salvada   | Gana      | Salvada   | Gana      | Salvada   | Inmune    | Salvada   | Salvada  | Salvada   | Salvada   | Salvada   | 2.º Lugar |  |  |  |
| Mélissa    | Salvada   | Gana      | Salvada   | Gana      | Salvada   | Gana      | Salvada   | Salvada   | Salvada   | Salvada  | Salvada   | Salvada   | Inmune    | Eliminada |  |  |  |
| Bruno      | Gana      | Salvado   | Salvado   | Gana      | Salvado   | Gana      | Salvado   | Salvado   | Salvado   | Salvado  | Salvado   | Salvado   | Eliminado |           |  |  |  |
| Sébastien  | Salvado   | Ingresa   | Gana      | Salvado   | Gana      | Salvado   | Salvado   | Salvado   | Salvado   | Salvado  | Salvado   | Salvado   | Eliminado |           |  |  |  |
| Jessica    | Gana      | Ingresa   | Salvada   | Gana      | Salvada   | Gana      | Salvada   | Salvada   | Inmune    | Inmune   | Salvada   | Eliminada |           |           |  |  |  |
| Christophe | Salvado   | Gana      | Gana      | Salvado   | Gana      | Reingresa | Salvado   | Salvado   | Salvado   | Salvado  | Eliminado |           |           |           |  |  |  |
| Jeff       | Gana      | Salvado   | Salvado   | Gana      | Salvado   | Gana      | Reingresa | Salvado   | Inmune    | Abandona |           |           |           |           |  |  |  |
| Nessim     | Gana      | Salvado   | Gana      | Salvado   | Gana      | Salvado   | Salvado   | Salvado   | Eliminado |          |           |           |           |           |  |  |  |
| Charlaine  | Salvada   | Gana      | Gana      | Salvada   | Gana      | Salvada   | Salvada   | Salvada   | Eliminada |          |           |           |           |           |  |  |  |
| Cédric     | Gana      | Ingresa   | Gana      | Salvado   | Gana      | Salvado   | Salvado   | Eliminado |           |          |           |           |           |           |  |  |  |
| Corinne    | Salvada   | Gana      | Gana      | Salvada   | Gana      | Salvada   | Salvada   | Abandona  |           |          |           |           |           |           |  |  |  |
| Alban      | Salvado   | Gana      | Salvado   | Gana      | Salvado   | Gana      | Eliminado |           |           |          |           |           |           |           |  |  |  |
| Margot     | Gana      | Salvada   | Gana      | Salvada   | Gana      | Abandona  |           |           |           |          |           |           |           |           |  |  |  |
| Isabelle   | Salvada   | Gana      | Gana      | Reingresa | Eliminada |           |           |           |           |          |           |           |           |           |  |  |  |
| Loïc       | Salvada   | Gana      | Salvada   | Gana      | Abandona  |           |           |           |           |          |           |           |           |           |  |  |  |
| Manon      | Salvada   | Ingresa   | Salvada   | Abandona  |           |           |           |           |           |          |           |           |           |           |  |  |  |
| Benoît     | Gana      | Salvado   | Eliminado |           |           |           |           |           |           |          |           |           |           |           |  |  |  |
| Marie-Anne | Gana      | Eliminada |           |           |           |           |           |           |           |          |           |           |           |           |  |  |  |
| Babeth     | Eliminada |           |           |           |           |           |           |           |           |          |           |           |           |           |  |  |  |

Competencia en equipos (Días 1-20)
     El participante pierde junto a su equipo pero no es eliminado.
     El participante pierde junto a su equipo y posteriormente es eliminado.
     El participante gana junto a su equipo y continua en competencia.
     El participante abandona la competencia.
     El participante se va en el 4° Día y reingresa en el 7° Día a la competencia.
     El participante es eliminado, pero vuelve a ingresar.
Competencia individual (Días 21-40)
     Ganador de Koh Lanta.
     2°.Lugar de Koh Lanta.
     El participante gana la competencia y queda inmune.
     El participante pierde la competencia, pero no es eliminado.
     El participante es eliminado de la competencia.

## Audiencia
| Episodio   | Fecha de emisión      | Espectadores | Horario       |
| ---------- | --------------------- | ------------ | ------------- |
| 1          | «24 de abril de 2015» | 5.881.000    | 20:55 - 23:25 |
| 2          | «1 de mayo de 2015»   | 6.066.000    | 20:55 - 23:00 |
| 3          | «8 de mayo de 2015»   | 5.987.000    | 20:55 - 23:15 |
| 4          | «15 de mayo de 2015»  | 5.585.000    | 20:55 - 22:55 |
| 5          | «22 de mayo de 2015»  | 5.985.000    | 20:55 - 22:45 |
| 6          | «29 de mayo de 2015»  | 5.567.000    | 20:55 - 22:40 |
| 7          | «5 de junio de 2015»  | 5.485.000    | 20:55 - 23:30 |
| 8          | «12 de junio de 2015» | 5.925.000    | 20:55 - 23:50 |
| 9          | «19 de junio de 2015» | 5.676.000    | 20:55 - 22:50 |
| 10         | «26 de junio de 2015» | 4.845.000    | 20:55 - 23:05 |
| 11         | «3 de julio de 2015»  | 5.105.000    | 20:55 - 22:40 |
| 12         | «10 de julio de 2015» | 5.306.000    | 20:55 - 22:45 |
| 13         | «17 de julio de 2015» | 5.244.000    | 20:55 - 22:45 |
| 14 (Final) | «24 de julio de 2015» | 6.099.000    | 20:55 - 23:50 |